# Doney de la Requejada
Doney de la Requejada (en senabrés Donéi) es una localidad del municipio de Rosinos de la Requejada en el noroeste de la provincia de Zamora. 
Enclavada en la comarca natural de Sanabria, presenta unos importantes restos etnográficos como son el horno y el molino, y uno de los castaños más viejos de Europa. Además, la iglesia parroquial de Santa Eulalia de Mérida con una hermosa espadaña del siglo XIX, destaca como su principal monumento de carácter arquitectónico e histórico.

## Toponimia y gentilicio

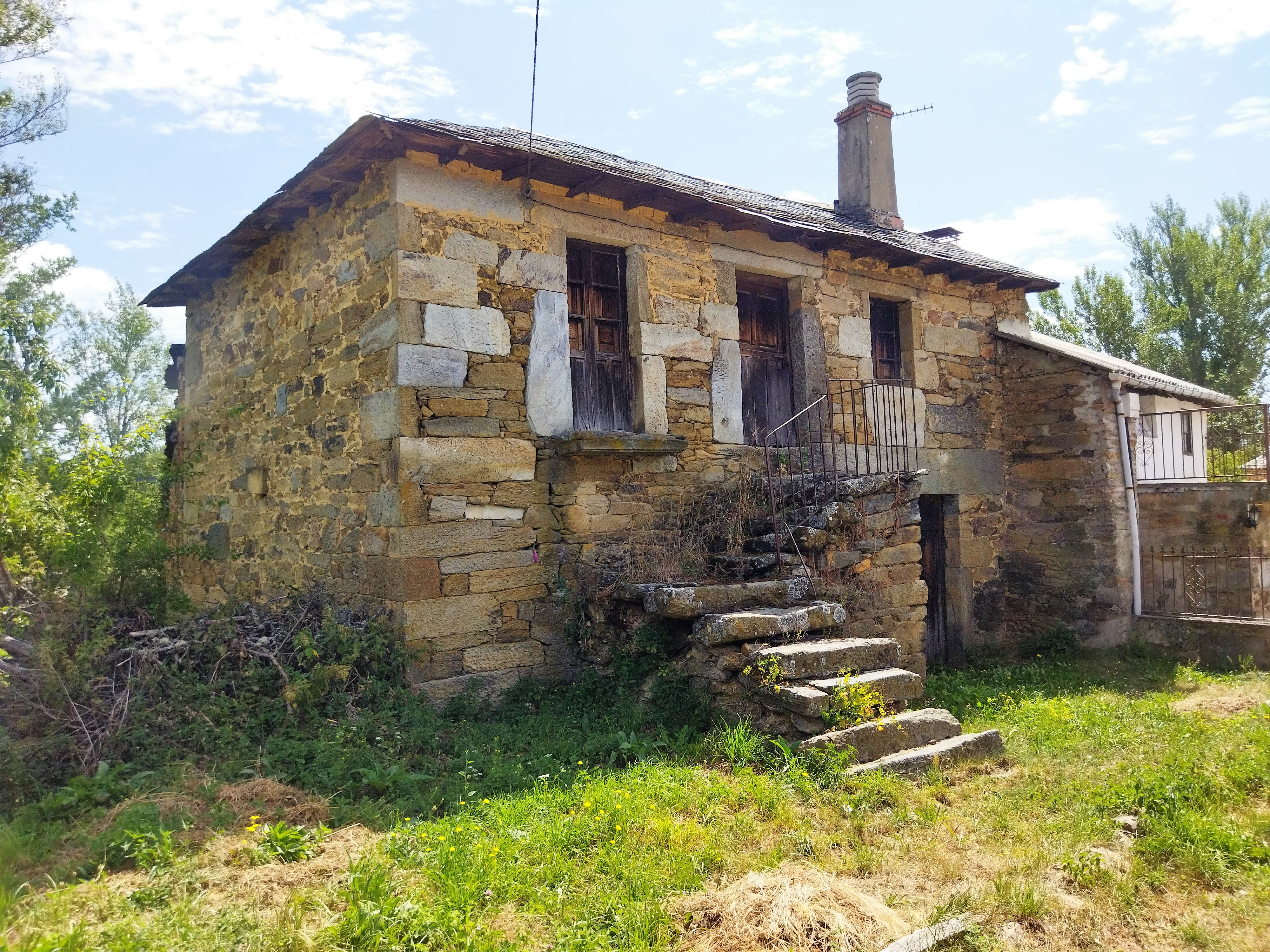
Casa tradicional de Doney

Parece tratarse de un nombre personal en forma genitiva, bien sobre algún derivado del latino "Dōnātus" o sobre el teofórico "Donadeus", propuesta esta última planteada por Joseph M. Piel, seguido por Manuel Pascual, quien menciona una anotación posterior que encabeza un documento de 1156, donde figura "Donaei". Sin embargo, para Gonzalo Mateo Sanz, la existencia en la zona de numerosos toponímicos originales (adil, bouza, carba, humeiro, llastra, touzadouro, llombo...) ininteligibles en castellano, son muestra inequívoca de su origen autóctono o ibérico, anterior a la romanización, por lo que en este contexto el toponímico podría bien haberse generado a partir de la raíz don- y el sufijo -egi con el significado de la cuesta del señor.
El gentilicio de esta localidad pedánea del municipio de Rosinos de la Requejada es doneyano.

## Paisaje

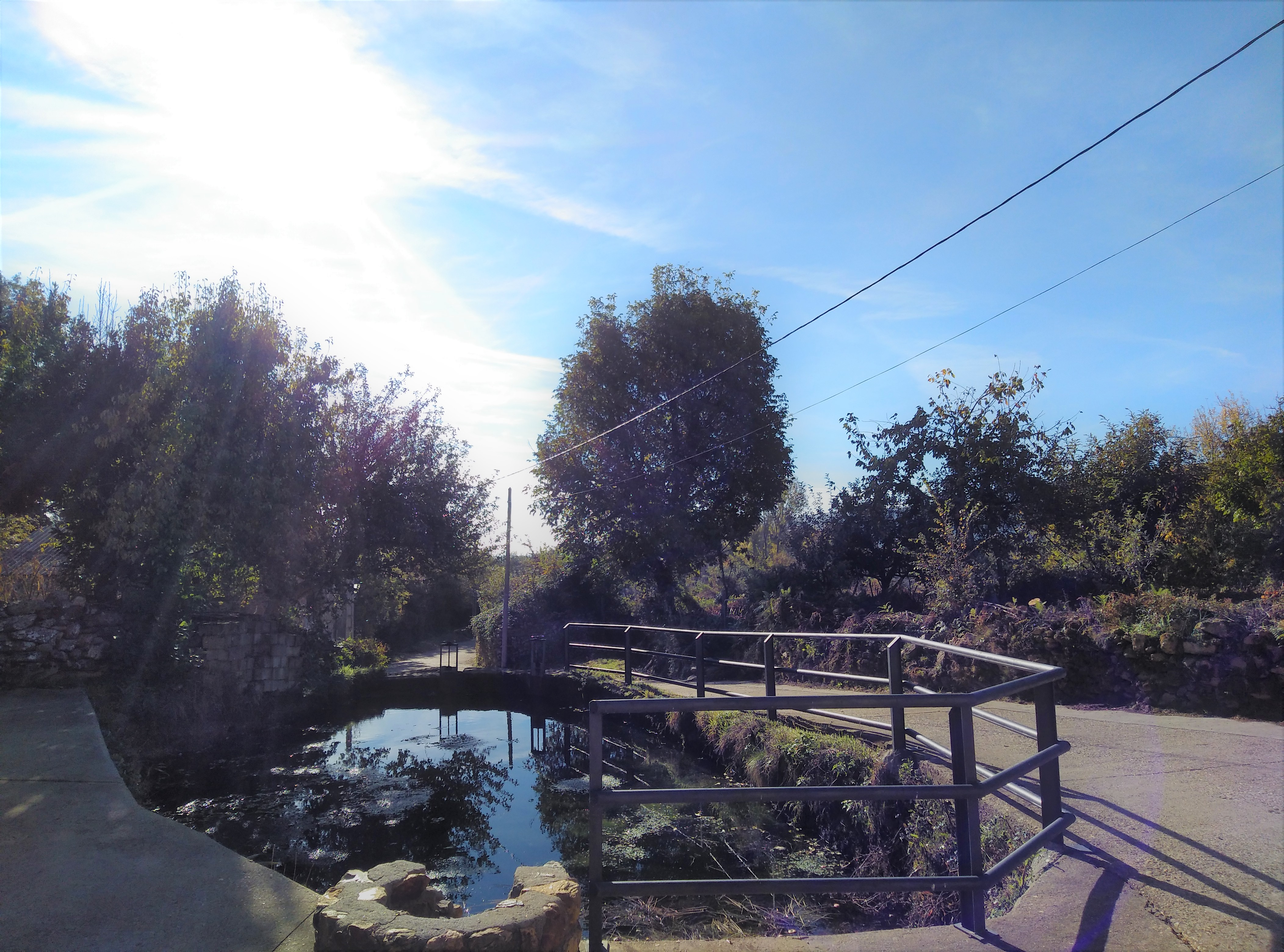
Detalle calle de Doney de la Requejada

Posee gran variedad de paisajes, como el de la sierra de La Cabrera, el del río Negro o el de la "Peña Castriello", este último con restos de la cultura celta. Asimismo, existe una amplia riqueza natural con especies tales como corzos, jabalíes, ciervos, lobos, cabras montesas, etc. En este pueblo de la subcomarca de La Requejada se puede encontrar un campamento católico (Campamento Doney), situado en la ribera del río Negro. Realiza todos los veranos, durante los meses de julio y agosto, diversas actividades con niños hasta 18 años; siendo muy conocido y de mucha popularidad en toda la provincia de Zamora.

Paisaje de Doney

## Historia
Posiblemente este enclave exista ya desde los tiempos de los celtas, ya que la existencia de varios castros alrededor de Sanabria, y en especial, un asentamiento en el vecino pueblo de Rábano de Sanabria, y entre Santiago y Doney (en «Peña Castriello»), evidencia la estancia de este pueblo sobre estos parajes. No hay datos explícitos sobre la tribu que pobló la comarca en aquellos tiempos, a pesar de que se acepte que fue la de los Zoelas. La comarca de Sanabria, incluida dentro del Convento Astur, pertenece culturalmente a la llamada cultura castreña del noroeste peninsular. El elemento más característico de esta cultura es el castro que es muy abundante en la comarca, como el anteriormente mencionado que se encuentra en Doney.
Según la tradición popular, el primitivo Doney surgió en el actual barrio del «Barrecima» y posteriormente, se fue extendiendo por la planicie y separando de la actual iglesia quedando muy alejada del actual pueblo. Por este motivo, se llevó a cabo la construcción de una ermita (ahora desaparecida) en el barrio del «Uteiro» de la que ya no existen restos.
Durante la Edad Media Doney quedó integrado en el Reino de León, cuyos monarcas habrían acometido la repoblación de la localidad dentro del proceso repoblador llevado a cabo en Sanabria. Así, en época medieval encontramos las primeras menciones a Doney, como la que recoge el tumbo de San Martín de Castañeda, cuando el 6 de diciembre de 1156, el conde Ponce de Cabrera, dona al monasterio de San Martín de Castañeda de medio casal en Doney. Asimismo, Fernando Pérez, probablemente pariente del conde Rodrigo Pérez, y Elvira Fernández hacen donación al monasterio de San Martín de Castañeda de "una casería" que poseen por compra en la villa de Palacios. La donación se fecha el 15 de mayo de 1153. La nobleza de los personajes queda reflejada cinco años después en el protocolo inicial del documento de donación que hace doña Elvira Fernández, y en el que cede al monasterio la heredad que había recibido como arras en Doney de la Requejada.
Posteriormente, en la Edad Moderna, Doney fue una de las localidades que se integraron en la provincia de las Tierras del Conde de Benavente y dentro de esta en la receptoría de Sanabria. No obstante, al reestructurarse las provincias y crearse las actuales en 1833, la localidad pasó a formar parte de la provincia de Zamora, dentro de la Región Leonesa, quedando integrado en 1834 en el partido judicial de Puebla de Sanabria.
Finalmente, en torno a 1850, el antiguo municipio de Doney de la Requejada se integró en el de Rosinos de la Requejada.

### Doney en elCatastro de Ensenada
Entre 1750 y 1754 todas las poblaciones de la Corona de Castilla y León (a exención de las Provincias exentas vascas) fueron sometidas a un interrogatorio constituido por las 40 preguntas siguientes: Nombre de la población (pregunta 1); jurisdicción (2); extensión y límites (3); tipos de tierras (4, 5); árboles (6, 7, 8 y 13); medidas de superficie y capacidad que se usan (9, 10); especies, cantidad y valor de los frutos (11, 12, 14 y 16); diezmos y primicias (15); minas, salinas, molinos y otros "artefactos" (17); ganados (18, 19 y 20); censo de población, con vecinos, jornaleros, pobres de solemnidad (21, 35 y 36), censo de clérigos (38) y conventos (39); casas y otros edificios (22); bienes propios del común (23), sisas y arbitrios (24), gastos del común, como salarios, fiestas, empedrados, fuentes (25), impuestos (26 y 27); actividades industriales y comerciales, con la utilidad de los bienes o servicios producidos: tabernas, mesones, tiendas, panaderías, carnicerías, puentes, barcas sobre ríos, mercados y ferias (29), hospitales (30), cambistas y mercaderes (31), tenderos, médicos, cirujanos, boticarios, escribanos, arrieros etc. (32); albañiles, canteros, albéitares, canteros, herreros, zapateros etc. (33, 34); embarcaciones (37); bienes enajenados (28) y rentas propias del Rey (40). Las Respuestas a estas preguntas se obtienen siguiendo un proceso previamente regulado. 
Aquí se reproduce la parte del interrogatorio correspondiente a Doney;

«En el lugar de Doney, a veinte y cinco días del mes de Agosto de mil setecientos cinquentta y dos años, en obedecimiento de lo mandado por el señor Don Juan del Campo, subdelegado de esta operazion, comparecieron en la posada de dicho Señor Don Santiago de la Puente Coonomo, por ser bacante del cura párrocho; Vartholome Cifuentes, alcalde pedáneo; Domingo Centeno, procurador del Común; Alonso Rodrígurez, fiel de fechos; Juan Zifuentes y Joseph Zifuentes, peritos nombrados por esta justicia; Theodoro Rodríguez y Agustín Gago, nombrados por su señoría. Y así juntos por ante mí el escribano, el espresado señor subdelegado a cada uno de por sí a excepción de dicho vicario tomó y recibió juramento por Dios nuestro Señor y a una señal de cruz, y aviéndole hecho conforme derecho prometieron decir la verdad en lo que supieren y les fuere preguntado; y siéndolo por el tenor del Ynterrogatorio que ynpreso antecede señalado con la letra A, se dio principio a ebaquar sus preguntas en forma siguiente:

1º A la primera pregunta de dicho interrogatorio dijeron que la población se llama el lugar de Doney, jurisdicción de la Villa de Benavente.
2º A la segunda pregunta dijeron que en dicho lugar es de Señorío y su dueño el Conde de Benavente a quien pertenecen las alcabalas y por ellas percibe en cada un año trescientos y quince reales de vellón según consta en la última escritura de encabezamiento a que en caso necesario se remiten y todos los otros reales pertenecen al Señor que Dios le Guarde.
3º A la tercera pregunta le contestaron que dicho Lugar de Levante a Poniente tendrá cuatro y cinco leguas y de Norte a Sur media legua y de circunferencia legua y media andándose cada una en hora y media y que por dicho Levante confronta con el término del Lugar de Carvajalinos, a Poniente con el de Rábano, al Norte con el de Escuredo y al Sur o Mediodía con el de San Juan de la Cuesta y en cuanto a la figura por no tenerla presente veremos en la que después de la verificación y medidas hagan los agrimensores.
4º A la cuarta pregunta dijeron las especies de tierras que se hallan en este término son de regadío de hortaliza, Linares y Prados a guadaña tierras de sembradura a secano Prados de pastos, montes de robles y de estos algunos extendidos por el resto del término y que de ellas producen todas sin intervención a excepción de las tierras de sembradura de secano que estas necesitan de un año de intermedio de descanso.
5º A la quinta pregunta dijeron que las especies de tierra que han arado hay tres calidades que son buena mediana e inferior excepto los montes arados de robles que son todos de la óptima.
6º A la sexta pregunta dijeron que en todas las especies de tierra que han declarado hay plantados algunos castaños bravos, cerezos, perales y camuesos sin comprender el resto de la pregunta.
7º A la séptima pregunta dijeron que se remiten a lo que contestarán en la próxima pregunta.
8º A la octava pregunta dijeron que el plantío en todos los árboles que se han declarado están repartidos por toda la tierra sin orden alguno.
9º A la pregunta novena dijeron que la medida que se usa en este pueblo tiene el nombre de emina que se divide en cuatro celemines y cada uno se compone de cuatro cuartillos de y la referida emina se compone de sesenta y dos palos entadales en cuadro que tienen cada uno cuatro baras castellanas de largo que reducidas a esta comprende la referida emina novecientas noventa y dos baras en cuadro cada una de ellas, y siendo de buena calidad llenan media emina de trigo seruendo de sembradura y lo propio de centeno sembrándola de esta especie, la mediana llena un celemín de sembradura y la de inferior que es la de tercera calidad llena tres cuartillos de centeno de sembradura, cada emina de tierra en las tierras de regadío que se siembran de lino lleva tres eminas de sembradura de linaza siendo de buena calidad y la de segunda lleva dos eminas y media de linaza de sembradura lo mismo llevan las de tercera calidad.
10º A la décima pregunta dijeron que había tierra de sembradura de secano treinta tegas de buena calidad cuarenta de mediana y sesenta de inferior ; las tierras de regadío de hortaliza comprenderán tres eminas , los Linares treinta eminas por iguales partes en las tres calidades, Los prados de Guadaña veinte eminas cinco de buena calidad, cinco de mediana y diez de inferior, los de Pasto de secano veinte eminas , los montes altos de robles comprenden doce eminas y el restante terreno lo ocupan las peñas y sierras yncultas por naturaleza.
11º A la undécima pregunta dijeron que las especies de frutos que se cogen el término de dicho lugar son trigo seruendo, centeno, lino, castañas, cerezas, peras y camuesas que producen los árboles que llevan declarados y la hierba que producen los prados de guadaña. 
12º A la duodécima pregunta dijeron que cada emina de tierra de sembradura de secano de buena calidad de este término de dicho Lugar un año con otro produce una ordinaria cultura cuatro eminas de trigo o cinco de centeno la de mediana cuatro, la de inferior tres, en los Linares de buena calidad produce una emina de tierra de las que llevan de claradas catorce haces de lino, en los de mediana diez, en los de inferior ocho;  en las tierras de regadío de hortaliza de buena calidad produce cada emina diez reales, ocho en las de mediana y seis en las de inferior; en los Prados de guadaña de buena calidad producen dos eminas de tierra tres montones de hierba, en los de mediana produce cada emina un montón y medio en las de inferior; en los Montes altos de roble produce cuatro eminas de suelo en carro de leña y el mismo cuarenta de estos [...] que se hallan esparcidos en todo el término incluyendo los álamos blancos y con este arreglo los colognos de tierra de sembradura de secano podrían tener de cultivado en cada emina de buena calidad una de trigo o centeno según la especie que se sembrase, media en la de mediana y ninguna en la de inferior, en las tierras de regadío de hortaliza tendrá utilidad en cada emina de sembradura de buena calidad tres reales , dos en la de mediana, y uno en la de inferior con las tierras de lino tendrán utilidad en cada emina de buena calidad seis haces de lino, cuatro en la de mediana y dos en la de inferior, en los Prados de guadaña tendrán utilidad en cada emina de suelo de buena calidad un montón de hierba, medio en la de mediana y ninguno en la de inferior y tampoco en los de pastos.
13º A la pregunta décimo tercera dijeron que mediante los árboles frutales que llevan declarados no están plantados con orden alguno sino extendidos por toda la tierra y en todas las especies de ellas por lo que no pueden arreglar por medida, declaran que cada uno de ellos en sus especies incluyendo los castaños darán un real de utilidad a su dueño anualmente.
14º A la décimo cuarta pregunta dijeron que cada emina de trigo seruendo que producen las tierras de secano en este término de este dicho Lugar tienen de valor un año con otro cinco reales de vellón y cuatro las de centeno cada haz de lino dos reales y medio, cada montón de hierba cuatro reales, el carro de leña real y medio, la arroba de lana veinte reales, dos el  cordero, el cabrito dos, regulados todos por un quinquenio.
15º A la pregunta décimo quinta dijeron que sobre el terrazgo de este dicho Lugar no hay un pueblo más [...]  que el mismo y primicia consistente aquel en un [...]  y pertenece por entero al Párroco de él y la casa diezmera pertenece por entero al colegio de San Martín de Castañeda y en cuanto a la primicia consiste en dos eminas de centeno que paga el labrador o senarero? Siempre que [...] y ocho sin que mengue nada aunque no exceda de esta cantidad y cuando no llega a ella no pasa cosa alguna guardando el mismo orden al voto de Santiago.
16º A la pregunta diez y seis dijeron no saber a qué cantidad de frutos podrían ascender los referidos años por lo que se remiten a otras [...] 
17º A la pregunta diez y siete dijeron que en el término de este expresado Lugar y sobre el arroyo llamado Balde escuredo hay dos casas de molinos harineros compuestos cada uno de una rueda los que son comunes a todos los vecinos de los que en los meses que anualmente muelen podrá producir cada uno veinte eminas de centeno.
18º A la pregunta diez y ocho dijeron que los esquilmos que ha en este dicho lugar y su término son de ganado lanar, cabras y vacas, que de ganado lanar habrá sesenta cabezas de vientre y cuarenta de vacío y de ellas pertenecen cinco de vientre y cuatro de vacío a Agustín Gago, seis de vientre y tres de vacío Juan Cifuentes y las restantes están repartidas en corto y desigual número entre los demás vecinos, igualmente que las cabras cerdas y vacas, y que el producto de cada cabeza de ganado lanar lo regulan en dos reales de vellón , el de vientre y uno el de vacío y cabras, el de las vacas en catorce, el de las yeguas en veinte, y el de cada pie de colmenas en dos, el de las cabras en ocho , regulando todo por en quien cuento, y que en dicho lugar y su término no hay otro esquileo que las casas de los dueños referidos y sus ganados donde se sacan los mencionados esquilmos.
19º A la pregunta diez y nueve dijeron que en este Lugar y término habrá treinta pies de colmenas las que están repartidas en corto número entre todos los vecinos de dicho lugar.
20º A la pregunta veinte dijeron no hay más especies de ganado que los que han declarado en la pregunta diez y ocho, esto es ovejas, cabras, vacas, yeguas y cerdas sin que ningún vecino tenga cabaña o yeguada que paste fuera del término.
21º A la pregunta veinte y uno dijeron que en este expresado lugar de Doney se compone de cuarenta y ocho vecinos incluyendo dos viudas y dos mozas solteras, cabezas de casa son a la vez alguno que vivía fuera de la población por no haber Casas de Campo ni Alquería.
22º A la pregunta veinte y dos dijeron que la población se compone de sesenta y una casa habitables y cuatro arruinadas.
23º A la pregunta veinte y tres dijeron que este común tiene por propios los dos molinos harineros referidos en la pregunta diez y siete, diferentes prados de regadío, montes altos de robles que la [...] que producen unos y otros va regulada en las respectivas preguntas de este interrogatorio y que no pueden entregar la justificación que se puede al respecto de no llevar cuenta formar el valor de dichos propios.
24º A la pregunta veinte y cuatro dijeron no las comprende.
25º A la pregunta veinte y cinco dijeron que el referido común tiene de gastos premios quinientos reales para la fiesta del Corpus Christi y otras y se celebran en la iglesia de este lugar.
26/27º  A la veinte y seis y veinte y siete dijeron que no las comprenden.
28º A la veinte y ocho dijeron que en este referido lugar no hay enajenado [...]  que las alcabalas que goza el expresado Conde de Benavente por las que le pagan los trescientos quince reales que llevan declarado en la segunda pregunta, el tercio real Incluso en el año de Diezmos que por entero percibe el Párroco de este lugar y la Casa de aneja que percibe el Colegio de San Martín y que no saben si fue por servicio pecuniario u otro motivo por lo que se remiten a los títulos que sobre esto se encuentren.
29/30/31/32º A la pregunta veinte y nueve, treinta, treinta una y treinta y dos dijeron no las comprenden.
33º A la pregunta treinta y tres dijeron que en este referido lugar hay veinte labradores a quienes por el trabajo personal en su propia hacienda regulan a cada un real y medio al día sin incluir los festivos.
34º A la pregunta treinta y cuatro dijeron que nos las comprenden.
35º A la pregunta treinta y cinco dijeron que en este Lugar hay catorce jornaleros cuyo jornal de cada uno regulan en real y medio de vellón al día y lo mismo a los criados que sirven a los labradores.
36º A la pregunta treinta y seis dijeron que en este lugar hay seis pobres de solemnidad.
37º A la pregunta treinta y siete dijeron que no la comprenden.
38º A la pregunta treinta y ocho dijeron que hay en este Lugar un Eclesiástico.
39º A la pregunta treinta y nueve dijeron no la comprenden.
40º A la pregunta cuarenta dijeron no pertenecer a su Majestad Dios le guarde en este expresado Lugar y sus término renta alguna que no sea de las Generales y Provinciales con lo que los expresados declarantes y peritos satisfacen al contexto de este Interrogatorio y sus preguntas.
Todo lo cual con asistencia de dicho Vicario los citados declarantes? y peritos declararon ver la verdad bajo el juramento que llevan hecho en que se afirmaron, ratificaron , y lo firmaron los que supieron a excepción del secretario y por los que dijeron no saber un testigo a su ruego, fírmelo el Señor Juez de que Yo el escribano doy fe .
Don Juan del Campo Herrera y Enríquez, Agustín Gago, Teodoro Rodríguez, Alonso Rodríguez de Losada, Juan de Prada Cifuentes, ante mi Joaquín Benayas.
Firmado

D. Juan del Campo Herrera Henríquez»

### Doney en elDiccionario geográfico-estadístico-histórico de España y sus posesiones de Ultramar
DONEY DE LA REQUEJADA: lugar con ayuntamiento en la provincia de Zamora (17 leguas), partido judicial de Puebla de Sanabria (24), diócesis de Astorga (13), audiencia territorial y capitania general de Valladolid (31): SITUADO en un llano; combátenle los vientos del este y oeste; su CLIMA es frio y húmedo, y sus enfermedades mas comunes catarros y pulmonias. Tiene 28 CASAS; escuela de primeras letras por temporada, al que asisten 12 niños, cuyo maestro percibe 60 reales de dotación y 4 libras de pan al mes por cada alumno; iglesia parroquial (Santa Eulalia), servida por un cura de ingreso y presentacion de tres familias; y 2 fuentes de buenas aguas para el consumo del vecindario. Confina norte Escuredo; este Carbajalinos, sur Santiago de la Requejada, y oeste Rabano, todos á 1/2 legua. El TERRENO es de primera, segunda y tercera clase, y le fertilizan las aguas de un rio que ance parte en Peña Negra y parte en el valle de Escuredo. Los CAMINOS locales; recibe la CORRESPONDENCIA de la Puebla de Sanabria sin dia fijo. PRODUCTOS: centeno, lino, patatas y hortaliza; cria ganado vacuno, lanar y cabrio; caza de perdices, liebres, corzos y jabalies, y pesca de truchas. INDUSTRIA: 2 molinos harineros y 8 telares de lienzo ordinario. POBLACION: 16 vecinos, 65 almas. CAPITAL PRODUCTOS: 48,066 reales. IMPONIBLE: 4,663. CONTRIBUCION 2,057 reales 32 maravedíes. El PRESUPUESTO MUNICIPAL asciende á 200 reales, cubiertos por reparto entre los vecinos.

## Patrimonio

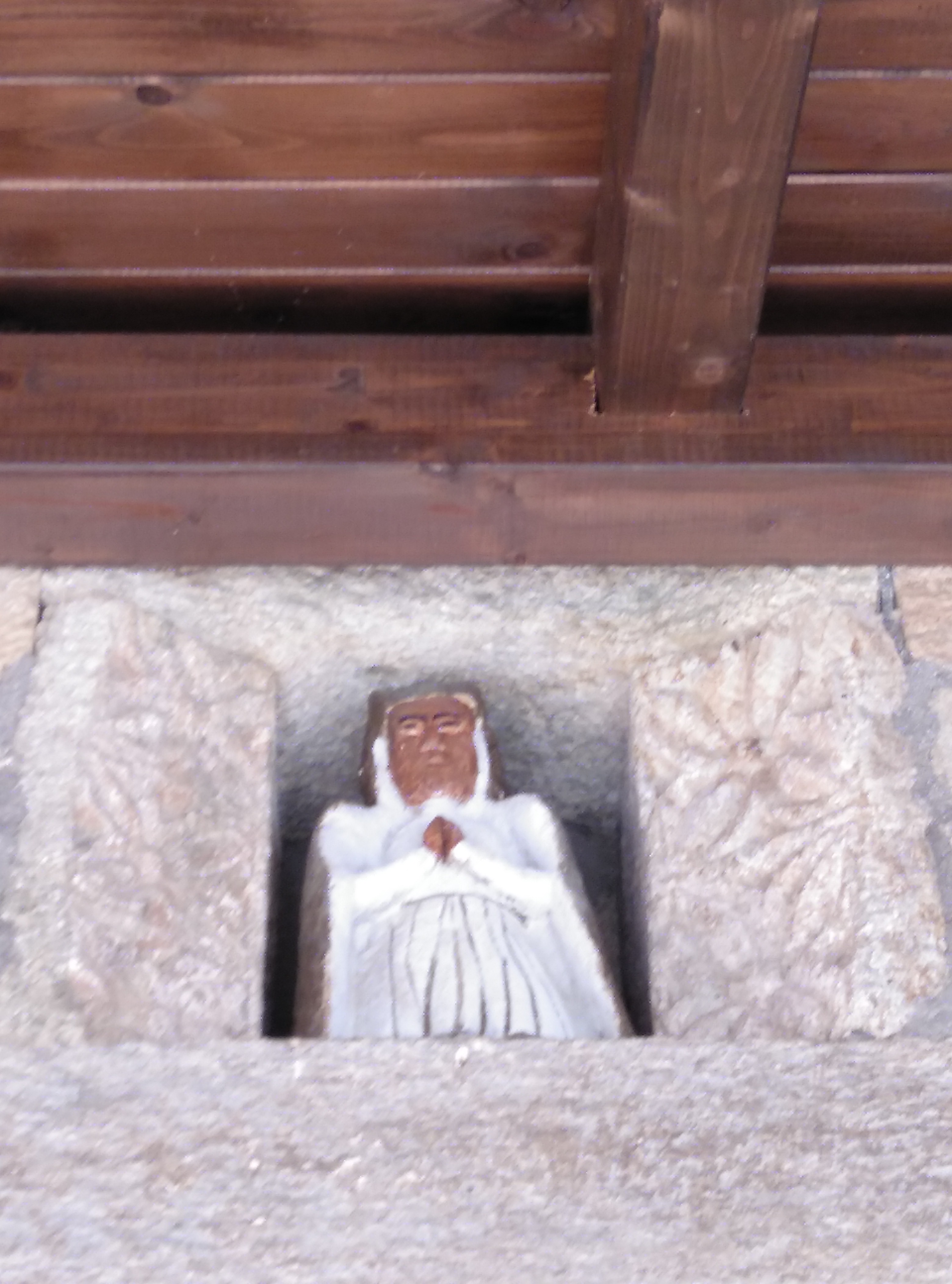
Detalle de Santa Bárbara en la iglesia de Doney

El edificio más antiguo hasta ahora conocido, se trata de la iglesia parroquial de Santa Eulalia de Mérida. De planta románica (siglo XII) y torre de 1806, ya que en la cara principal de la torre existe un cartel en piedra en el que dice: «Hízose esta obra siendo cura Don Ambrosio Chimeno año de 1806». Esta fecha probablemente, se trate del año de restauración de algunas partes de la iglesia y construcción de la actual torre. Esta restauración parece evidente ya que la posición de las piedras en las distintas paredes, evidencian sus restauraciones, por lo menos dos a simple vista. Esta iglesia, ha tenido la desgracia de haber tenido varios incendios por lo que no posee retablos ni elementos característicos de las iglesias de los pueblos de alrededor. En su puerta de entrada, aparece una imagen de Santa Bárbara, protectora de las tormentas y tempestades y patrona de la artillería. En la actualidad, se encuentra restaurada y presenta un buen estado de conservación.

## Toponimia
La toponimia doneyana presenta rasgos típicos de la lengua leonesa. Aquí se muestran la mayoría de ellos de forma clasificada;
Hoja de Arriba.
Las Bouzas.
El Apartadeiro.
La Mayacima.
El Escaleiro.
El Rial.
La Llamiella de Abajo.
La Llamiella de Arriba.
Los Anobos del Rebordiello.
El Sierro.
El Jeijo.
Pradacinos.
Cabuerca de Fuenterruesa.
Pumares.
El Macho.
La Gallineira.
Traselbarrecima.
Cabuerca de Canaldeiglesia.
Traslaiglesia.
La Portilla.
La Revige.
El Chano.
La Rozada.
El Adilón.
Los Llamieros del Balgón.
Carballales.
Cabuerca de Carballales.
Cabuerca de Presidía.
El Pilo.
La Cernáguida
Picón de Abajo.
Picón de Arriba.
Valdepegas.
Las Ramayieiras.
La Vieira.
Hoja de Abajo.
El Trepollal.
Las Llamieiras.
El Llombo.
Valderrabina.
La Séptima.
Cándanos.
Viñeiros.
Vallecino.
Cruceiro.
Recuesto.
Balgoncico.
El Balgón.
Estrugalada.
El Rapao.
El Espinadal.
Las Corredeiras.
Coticeivo.
Ribarroyas.
Los Conejos.
Llamas.
Mayada Cortada.
Camino San Juan.
La Presica.
El Gatuñal.
Cortinas.
Los Cerraos.
La Castañal.
Las Gramacianas.
El Redondo.
Pradacinos.
La Huerta de Abajo.
La Huerta de Arriba.
Traselbarrecima.
La Era del Ferreiro.
Los Navales.
El Valle.
El Outeiro.
Poza la Mayada.
El Rebouzo.
El Barribajo.
El Fabal.
Las Rachas.
La Zuda.
El Pozo.
La Calea.
Los Huertos.
El Jardín.
‘Praos’ del Monte (río de la Sierra).
Las Cabuercas.
La Lancha.
Picuela.
Patrona.
El Humiral.
Anobo de Abajo.
Anobo de Arriba.
La Huelga.
La Jastra.
Prao Camino.
Prao el Testeiro.
Prao la Puente.
La Pallas.
Biganabos de Abajo.
Biganabos de Arriba.
Los Sacristanes.
Rigueiro el Villarino.
Colalavaca.
Cañolargo.
Las Biciellas de las Pasantes.
Biciellas de Peñalgato.
El Caño de Peñalgato-Patozadouro.
Tozadouro.
Las Ribózneas.
Las Suertes.
Prao de Carracha.
Los Fornos.
‘Praos’ del monte (río de Escuredo).
Los Molinos.
Los Falgares.
La Calquina de Abajo.
La Calquina de Arriba.
El Jardín.
Prao de la Ribóznea.
Praolino de Abajo.
Praolino de Arriba. 
Praolino de este lado.
Prao Caracha.
Mariña de Abajo. 
Mariña de Arriba.
Sierra de Doney.
Pozo Riberaltollo.
Ladera de lao de la Erica.
Caño de Peñagilada.
El Cruce.
El Focino del Teijo.
Caño de la Mina.
Pradera de lao de la Erica.
La Llieira.
Dormideros de la Vacada en el Teijo.
El Requeijo.
La Rigueira la Postreira.
La Eirica.
El Cabeceiro Largo.
El Cabeceiro del Agua.
El Pinpín.
La Llastra.
El Villarino.
La Falguirina.
El Puente de la Falgueira.
El Teijo.
Prao Lombo.
El Corteyo.
La Fuente del Ciervo.
Pradera de los Cochinos.
Peña Negra.
‘Praos’ de Cerca del Pueblo.
Carriceos.
Capiello (Capiño) Piñán.
Salgueiros de Abajo.
Salqueiros de Enmedio.
Salgueiros de Arriba.
Las Cañadas.
Ridoney.
Villaldeo.
Villaldeo del Muelo.
Villaldeo del Pontón.
Villaldeo de Arriba.
La Lladeira.
Prao Couto.
Prao Vaqueiro.
El Tesouro.
Las Malladicas.
La Llama.
Prao las Vigas.
Prao Carballo.
Los Fidalgos.
El Vallecino.
Prao Nuevo.
El Bosque.
Las Rigueiras.
El Segadal.
La Manzanal.
Entelasmadres.
Prao Concejo.
Prao la Cruz.
Praos de Tijuana.
El Fabal.
El Balgón.
Carballales.
Valdepegas.
Llameiros (Prados entre tierras).
Llameiros de la Mallada.
Llameiros del Balgón de Abajo.
Llameiros del Balgón de Arriba.
Cabuerca del Balgoncico.
Llameiros de las Caveinas del Camino.
Llameiros de Abajo.
Llameiros de Arriba.
Llameiros de Valderrabina.
Llameiros de Valdestremeiro.
Llameiros de Cándanos.
Llameiros de la Iglesia y alrededores.
Llameiros de las Llameiras.
El Riguiral.
Las Bouzas.
Llameiro del Apartadeiro.
Llameiro de Canaldeiglesia.
Llameiro de la Revige.
Llameiro del Pilo.
Montes bajos de Doney.
Chana de Tijeo.
Chana de Salgueiros.
Cabuerca de Llambrujeiro.
Parte de las Breas.
El Muelo.
Las Cañadas.
Regato de Valdepegas.
Tierras de Valdepegas.
La Llama.
Camino de Santiago.
La Vallina.
Las Ramayieiras.
Altico del Torno.
El Torno.
Valleciudad.
Llamazares de la Vieira.
Cabuercos de la Vieira.
Montes de Marimanuela.
Tierras del Pendón.
Llanos de Peñarroya.
Altos de los Picones.
La Cernáguida.
Las Canteras.
Cabuercas del Pilo.
Altos del Sierro.
Bouzas del Sierro.
Cabuerca del Ferreiro.
La Cabeza.
Cabuerca del Oso.
Pozicos prietos.
Cuesta de Praolino.
Monte Traseltrepollal.
Montes del Falitalón.
Monte de la Llamiella.
Llamazares de los Falgares.
La Cuesta de los Molinos.
Arriba de la Balsica.
Montes de Tijeo.
Coutico nuevo.
La Marra de Tijeo.
La Marra de la Cabuerca del Prao de las Cañadas.
El Muelo.
Montes altos de Doney.
Monte de las Chanas-Paradas.
Monte de la Marra Alta.
Monte Chana de Curriellos.
Monte del Couto de Abajo.
Monte del Couto de Arriba.
Chana de las Paradas.
Cabuerca de la Marra Blanca.
Encima de Picuela.
Llamazares del Umiral.
Peñas del Anobo.
La Mata de las Paradas.
Cabajo Ladrón.
La Peña de la Sombra.
Los Puertos.
Cabuerca de la Falguirina.
Quimaodujello.
Mayada Procesión.
Los Caborcones.
La Llastra.
El Villarino.
El Verdugal.
La Corona.
Los Foyos.
Marras (Mojones) de Doney.
Valleciudad.
La Marimanuela.
El Pendón.
Marra Blanca.
Peñarroya.
Los Picones.
Picón Alto.
Cabuercas del Pilo.
Valdecebros.
Peña la Raya.
Mariña de Arriba.
Carpazal.
Las Pasantes.
Marra del Cerro.
Peña los Alamicos.
Cerro Vizcodillo.
Las Rayas.
Pico del Quimaodujello.
Los Puertos.
Cabuerca de la Matas de las Paradas.
Camino Carbajalinos.
La Chana Curriellos.
Encimalcouto.
La Chana de Tijeo.
Cabuerca del Prao de las Cañadas.
Camino de Santiago.
Castriello.
Colmenar.
Caminos principales.
Camino de Escuredo.
Camino de Santiago.
Camino de Carbajalinos.
Camino de Rábano.
Camino de San Juan.
Fuentes, pozas y pozos.
Fuente del Barrecima.
Poza del Barrecima.
Fuente de El Pilón.
Fuente de El Campo.
Pozo de El Campo.
Poza del Ti Patricio.
Poza de la Laguna o del Ti Rano.
Fuente de la Ferrueña.
Fuente de las Bouzas.
Fuente de la Mallada.
Arroyos y torrenteras.
Río Negro.
Río de la Sierra.
Regato de la Cabuerca de los Fornos.
Regato de Peñalgato.
Regato de Las Pasantes.
Regato de Praolino.
Regato del Pozo de Riberaltollo.
Regato de la Eirica.
Regato del Teijo.
Rigueiro del Villarino.
Regato de los Fornos.
Arroyo de Valdepegas.
Barrios de Doney.
El Barrecima.
El Barribajo.
El Outeiro.
El Fontanón.
La Calea.
El Campo.
El Llamirón.
La Chana.
El Camino de la Burra.
Puentes.
Puente de las Barandas.
Puente de los Terrones (reconstruido en 2010).
Puente de La Calquina.
Puente de La Falgueira, el único de madera, desapareció en 2007 debido a las fuertes lluvias de aquel invierno que provocaron grandes corrientes que se llevaron lo que quedaba del maltrecho puente por delante, era la cañada por donde pasaban las vacas para subir a la Sierra.
Molinos.
Molino de Arriba (desaparecido).
Molino del Puente (desaparecido).
Molino de la Balsica y también un Pisón (desaparecido).
Colmenares.
Del Ti Rojo.
Del Ti Juan Martínez.
De Santiago Ramos.
Del Ti Gato.
Del Ti Cadete.
De la Ti Pardeira.
Chozos de la Sierra.
De la Eirica.
Del Teijo.
De la Rigueira La Postreira.
Del Corteyo.
Cruces.
Del Tuerto (conmemoraba un fallecido de Carbajalinos, estaba encima del Couto de arriba).
De la Chana Corriellos.
De Valdepegas.
De Llamas.
Del Espinadal.
De la Llamiella.
Del Sierro.
Del Cabildo (única existente).
Del Prao la Cruz.
Del Cruceiro (calvario).

## Fiestas
Las fiestas patronales se suelen celebrar el segundo fin de semana de agosto en honor a la Virgen de las Angustias. Durante las mismas, se organizan diversas actividades, ente las que destacan los juegos para niños, actuaciones musicales nocturnas, alborada por todo el pueblo acompañado por el gaitero y chocolatada final. El "Día Mayor" (el domingo) se celebra una misa en honor a la Virgen, con procesión. Finalizan los festejos con una merienda de la hermandad de todos los que han contribuido económicamente a la organización de las fiestas reunidos en el "Prao del Toro".
También se celebran otras fiestas, entre las que destacan:
- Santa Eulalia (10 de diciembre), patrona del pueblo.
- San Antonio Abad (17 de enero), también patrón del pueblo.
- La Virgen de Fátima (13 de mayo).
- San Antonio de Padua (13 de junio).